# إدوارد أندرييف
إدوارد أندرييف (بالأوكرانية: Едуард Андреєв)‏ Eduard Andreev لاعب شطرنج أوكراني يحمل لقب أستاذ كبير.
- ولد في 12 مارس 1980.
- حصل على لقب أستاذ كبير من الاتحاد الدولي للشطرنج عام 2005.
- بلغ أفضل تصنيف إيلو 2502 نقطة في يناير 2005.

## روابط خارجية
- إدوارد أندرييف على موقع الاتحاد الدولي للشطرنج (الإنجليزية)
- إدوارد أندرييف على موقع مباريات الشطرنج (الإنجليزية)
- إدوارد أندرييف على موقع 365Chess.com (الإنجليزية)
- إدوارد أندرييف على موقع Chesstempo.com (الإنجليزية)